# Mineralogia

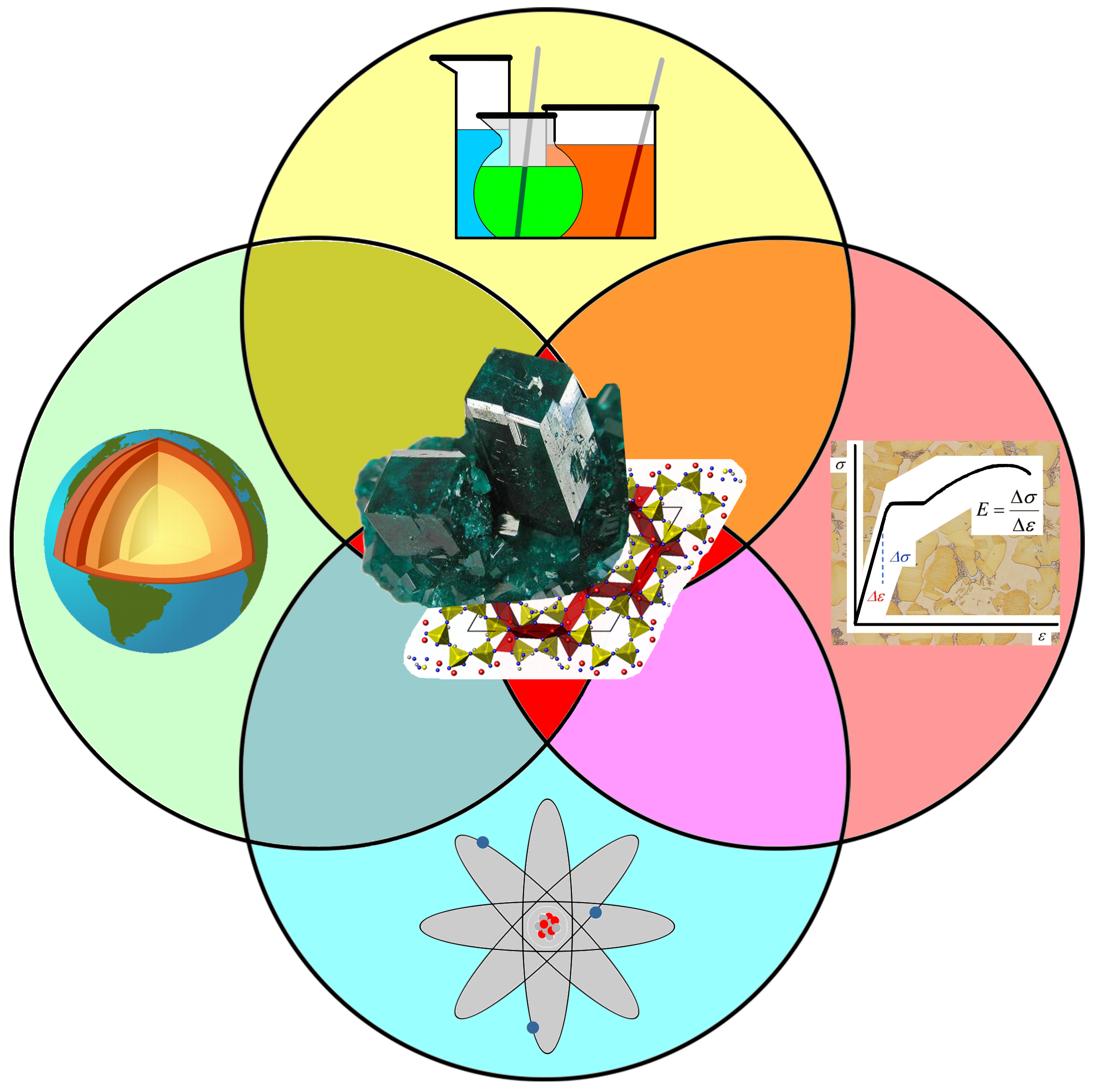
La mineralogia si avvale della chimica, scienza dei materiali, fisica e geologia.

La mineralogia è la scienza che studia la composizione chimica, la struttura cristallina e le caratteristiche fisiche (ad esempio durezza, magnetismo e proprietà ottiche) dei minerali, nonché la loro genesi, trasformazione e utilizzo da parte dell'uomo. La classificazione e nomenclatura dei minerali è codificata dall'International Mineralogical Association (IMA), composta da varie organizzazioni che rappresentano i mineralogisti nei vari Paesi. Fino al gennaio 2002, le specie mineralogiche riconosciute dall'IMA erano 3 910. Di queste circa 150 sono considerate comuni, circa 50 poco comuni e le rimanenti sono classificate come rare o estremamente rare.
Comprende le seguenti sottodiscipline:
- Mineralogia descrittiva: si occupa della misurazione e della registrazione delle proprietà fisiche che sono di ausilio nell'identificazione e nella descrizione dei minerali.
- Cristallografia: indaga la struttura interna delle sostanze cristalline.
- Cristallochimica: studia le relazioni tra composizione chimica, struttura interna e proprietà fisiche.
- Classificazione mineralogica: classificazione di tutte le specie minerali esistenti.
- Distribuzione geologica: caratterizzazione del luogo di origine dei minerali.

## Storia
Prime speculazioni, studi, e teorie di mineralogia furono scritte nell'antica Babilonia, nel mondo antico greco-romano, nella Cina antica e medievale, e annotate nei prana di testi sanscriti dell'antica India. Comunque, i primi studi scientifici sistematici di minerali e rocce furono sviluppati nell'Europa post-rinascimentale. Lo studio credibile della mineralogia fu fondato sulle basi della cristallografia e sullo studio microscopico di sezioni di rocce con l'invenzione del microscopio nel XVII secolo.

### Europa e Medio Oriente

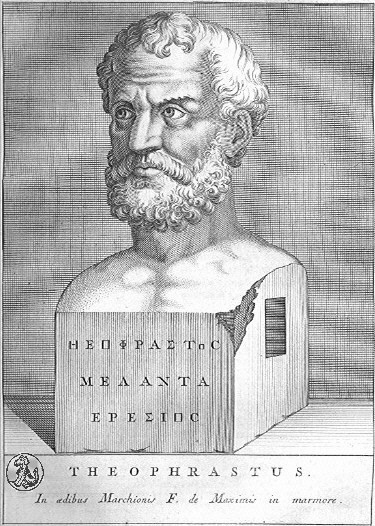
Teofrasto

Gli scrittori dell'Antica Grecia Aristotele (384-322 a.C.) e Teofrasto (370-285 a.C.) furono i primi, nella tradizione occidentale, a scrivere sui minerali e sulle loro proprietà, così come a darne una spiegazione metafisica. Il filosofo greco Aristotele, nella sua Meteorologica, teorizzò che tutte le sostanze conosciute fossero composte dai quattro elementi acqua, aria, terra e fuoco, con le proprietà della secchezza, umidità, calore, e freddo. Il filosofo e botanico greco Teofrasto nella sua opera De Mineralibus, accettò il punto di vista di Aristotele, e divise i minerali in due categorie: quelli affetti da secchezza e quelli affetti da umidità.
La teoria aristotelica dell'emanazione ed esalazione metafisica (anathumiaseis) includeva le prime speculazioni sulle scienze della terra, integrando la mineralogia. Secondo questa teoria, mentre si supponeva che i metalli congelassero per la perdita di umidità, l'esalazione secca di gas (pneumatodestera) era la causa materiale efficiente dei minerali trovati nel suolo terrestre. Il filosofo postulò queste idee usando l'esempio dell'umidità sulla superficie terrestre (un vapore umido "potenzialmente come acqua"), mentre gli altri erano espulsi dalla Terra stessa, facendo capo agli attributi di caldo, secco, fumoso, e altamente combustibile ("potenzialmente come fuoco"). La teoria metafisica di Aristotele, sin dai tempi antichi, ha avuto un grande raggio d'influenza su teorie simili formulate più tardi in Europa, come ha notato lo storico Berthelot:

La teoria delle esalazioni fu il punto di partenza per le successive idee sulla generazione dei metalli nella terra, che incontriamo con Proclo, e che regnò durante il Medioevo.

Con filosofi come Proclo, la teoria del Neoplatonismo venne diffusa anche nel mondo Islamico durante il Medioevo, costituendo anche una base per le idee metafisiche sulla mineralogia nel Medio Oriente medievale. Gli scienziati islamici medievali che si occuparono di questi temi furono molti, includendo gli scienziati persiani Ibn Sina (ابوعلى سينا/پورسينا) (980-1037 d.C.), che rifiutò l'alchimia e le primitive nozioni della metafisica greca sul fatto che i metalli e altri elementi potessero essere trasformati in altri. Comunque, era largamente diffusa nella metafisica del mondo greco antico e in quello medievale l'idea del lento cambiamento in composizione chimica della crosta terrestre. In questo contesto si trova anche lo scienziato Jabir ibn Hayyan (721-815 d.C.), il primo a portare il metodo sperimentale in alchimia. Aiutato dalla matematica pitagorica, scoprì il metodo di sintesi per l'acido cloridrico, l'acido nitrico, e i metodi per la distillazione e la cristallizzazione (le ultime due sono state essenziali per la comprensione della moderna mineralogia).

#### Plinio il Vecchio

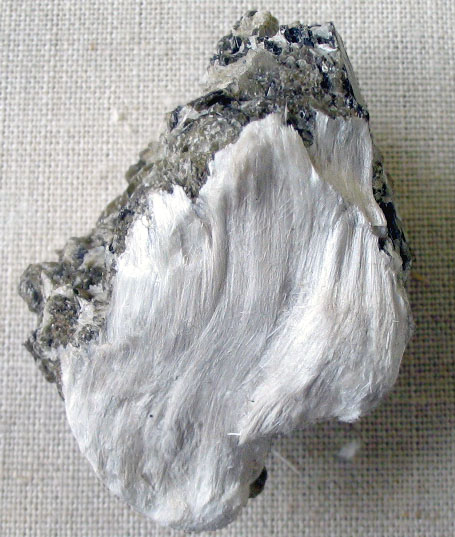
Tremolite fibrosa su muscovite. Questo minerale, un anfibolo, è utilizzato come amianto allo stesso modo del serpentino fibroso.

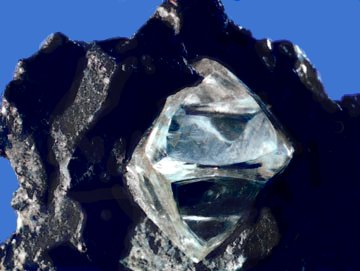
Diamante, con la tipica forma ottaedrica.

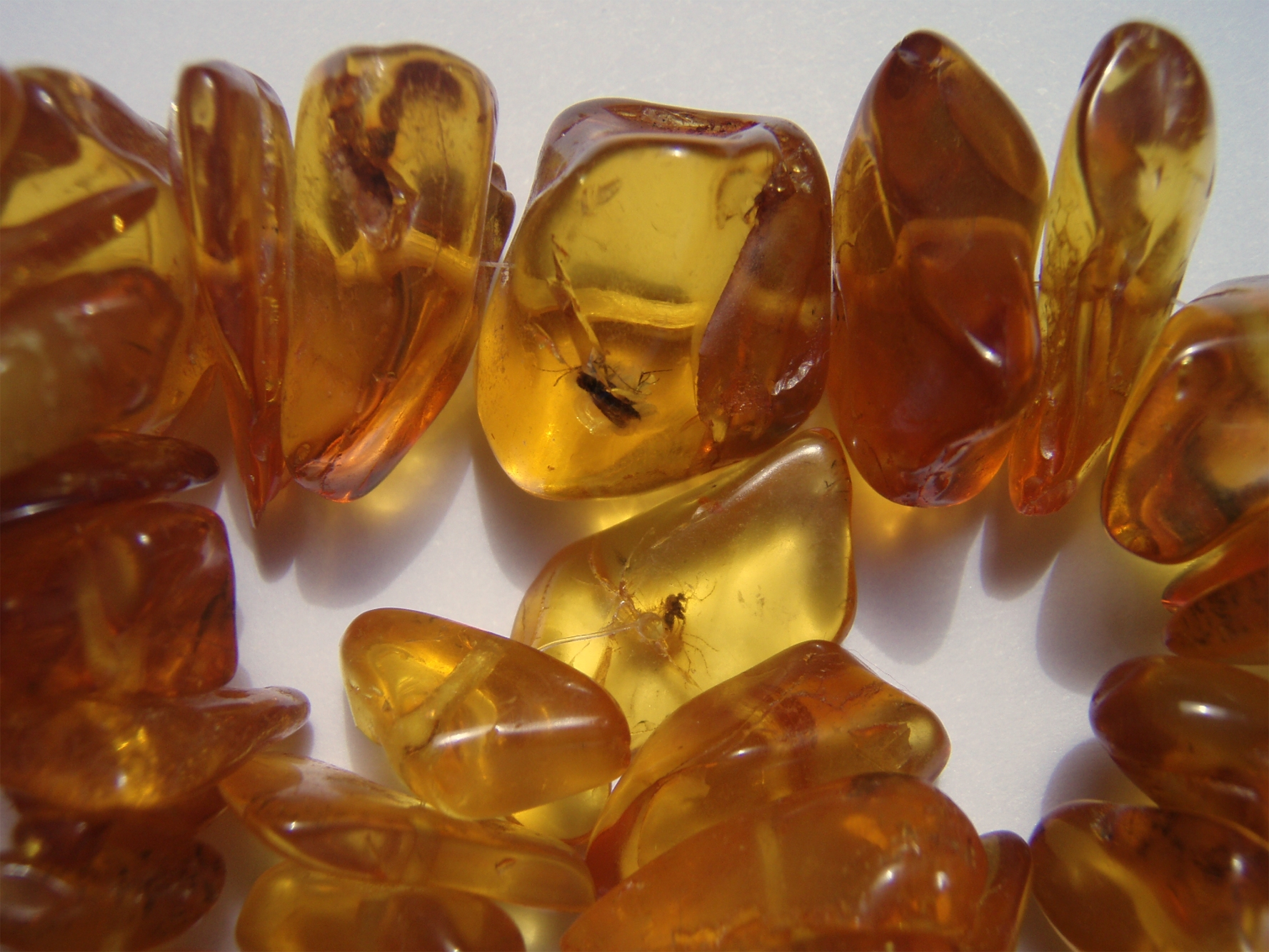
Collana in ambra baltica, all'interno della quale sono intrappolati degli insetti.

L'antica terminologia mineralogica greca si è tramandata per secoli, con un'ampia diffusione in epoca moderna. Per esempio, la parola greca ῾ἀσβεστος (asbestos col significato di «inestinguibile, inappagabile»), è utilizzata per indicare l'amianto a causa dell'aspetto insolito di questo materiale naturale dovuto alla struttura fibrosa dei minerali che lo compongono (il crisotilo, in particolare, che è una delle modificazioni polimorfe del serpentino). Tra i primi naturalisti Strabone (58 a.C.-25 d.C.) e Plinio il Vecchio (23-79 d.C.) scrissero entrambi dell'asbestos, delle sue qualità, e delle sue origini, con la credenza ellenistica che fosse un tipo di vegetale. Plinio il Vecchio lo elencò come un vegetale comune in India, mentre lo storico Yu Huan (239-265 d.C.) in Cina elencò questo 'straccio ignifugo' come un prodotto dell'antica Roma o Arabia (cinese: Daqin). Benché la documentazione di questi minerali nei tempi antichi non raggiunga quella della moderna classificazione scientifica, esistevano nondimeno ampi scritti di mineralogia. Per esempio, Plinio dedicò 5 interi volumi della sua opera Naturalis Historia (77 d.C.) alla classificazione di "terre, metalli, pietre, e gemme". Comunque, prima delle opere che decretarono la definitiva fondazione della mineralogia nel XVI secolo, gli antichi riconobbero non meno di 350 minerali da elencare e descrivere.

#### Giorgio Agricola, padre della Mineralogia

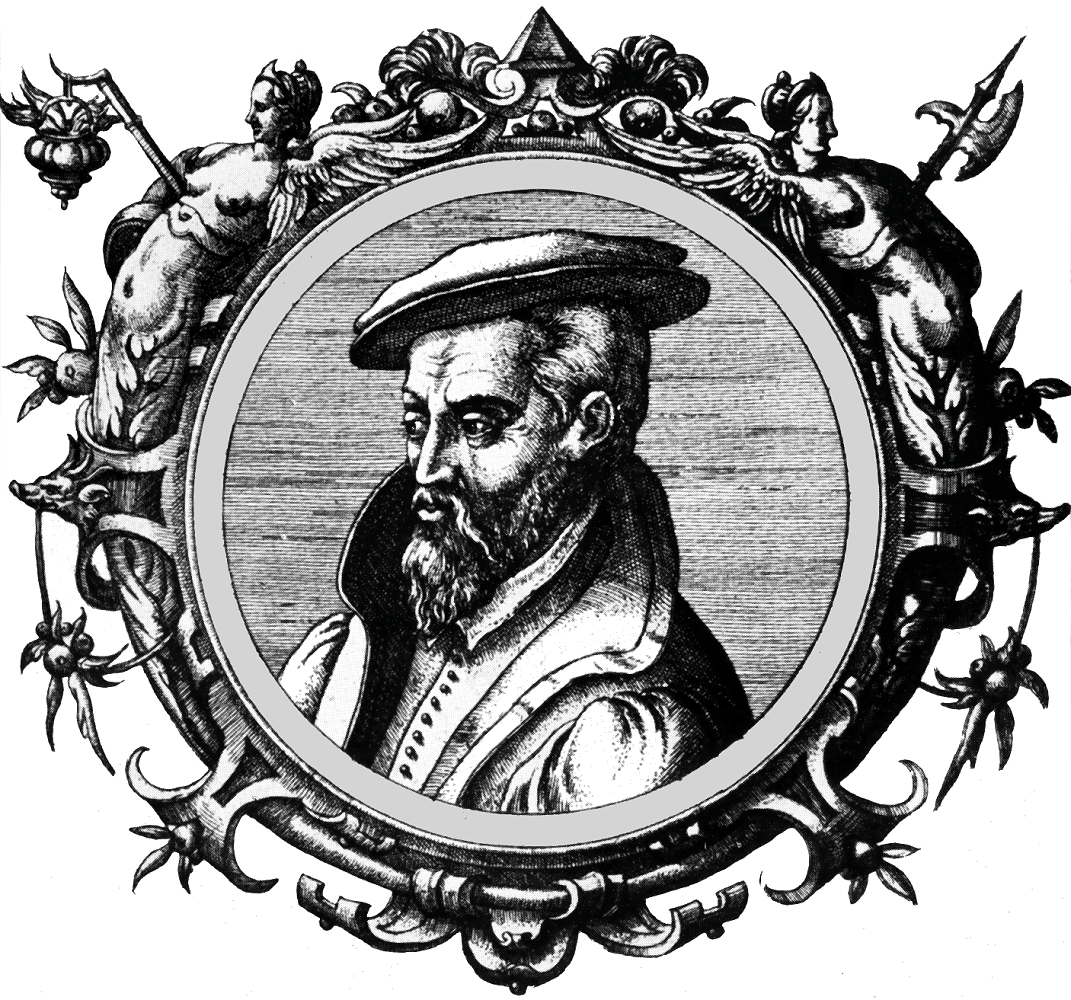
Giorgio Agricola (1494-1555)

All'inizio del XVI secolo, gli scritti dello scienziato tedesco Georg Bauer, firmatosi Georgius Agricola (1494-1555) nel suo Bermannus, sive de re metallica dialogus (1530) sono considerati essere gli scritti fondanti della mineralogia nel senso moderno del loro studio. Agricola scrisse il trattato come un fisico di città, e facendo esperimenti a Joachimsthal, che era allora un centro ricco di miniere e fonderie metallurgiche industriali. Nel 1544, pubblicò il suo lavoro scritto De ortu et causis subterraneorum, che è considerato essere una pietra miliare per la moderna geologia fisica. Nella sua opera (in maniera molto simile a Ibn Sina) Agricola criticò fortemente le teorie sostenute dagli antichi filosofi greci come Aristotele. Il suo lavoro sulla mineralogia e sulla metallurgia continuò con la pubblicazione del De veteribus et novis metallis nel 1546, e culminò nel suo lavoro più conosciuto, il De re metallica del 1556. Era un lavoro impressionante in cui venivano esplicate questioni relative all'estrazione, raffinazione, e fusione dei metalli, affiancate da discussioni sulla geologia dei depositi minerali, sulla topografia, sulla costruzione delle miniere e sulla loro ventilazione. Per i seguenti due secoli questo lavoro scritto è rimasto in Europa il testo più autorevole sulle miniere.
Agricola sviluppò molte teorie mineralogiche sulla base di esperienze pratiche, inclusa la comprensione del concetto di canali di deposito, formati dalla circolazione delle acque del suolo ('succi') in fessure che segue la deposizione delle rocce circostanti. Come verrà notato sotto, la mineralogia cinese medievale aveva già precedentemente sviluppato questo tipo di concetto.
Per il suo lavoro, Agricola è stato fatto conoscere ai posteri come il Padre della Mineralogia.
Dopo le fondamentali opere scritte da Agricola, l'opera Gemmarum et Lapidum Historia di Anselmus de Boodt (1550-1632) di Bruges è ampiamente riconosciuta dalla comunità scientifica come la prima opera definitiva di mineralogia moderna. Nel 1636 il gesuita Bernardo Cesi inventò il termine mineralogia Il chimico minatore tedesco Johann Friedrich Henckel scrisse il suo Flora Saturnisans del 1760, che fu il primo trattato in Europa a trattare di minerali geobotanici, benché i cinesi avessero menzionato questi concetti in trattati precedenti del 1421 e del 1664. Inoltre, lo scrittore cinese Du Wan fece chiari riferimenti al rapporto tra precipitazioni e rapporti di erosione nella sua opera Yun Lin Shi Pu del 1133, prima del lavoro di Agricola del 1546.

### Cina ed Estremo Oriente
Nella Cina antica, la più antica lista letteraria di minerali è databile almeno al IV secolo a.C., con il libro Ji Ni Zi, in cui sono elencati 24 minerali. L'idea cinese della mineralogia metafisica risale almeno all'antica dinastia Han (202 a.C.-220 d.C.). Dal testo del II secolo a.C. dell'Huai Nan Zi, i cinesi usano termini di taoismo ideologico per descrivere meteorologia, precipitazioni, i differenti tipi di minerali, la metallurgia e l'alchimia. Benché la comprensione di questi concetti ai tempi di Han fosse di natura taoista, le teorie proposte erano simili a quelle formulate da Aristotele nella sua teoria sulle esalazioni mineralogiche (descritta sopra). A partire dal 122 a.C., i cinesi avevano perciò formulato la teoria per la metamorfosi dei minerali, benché alcuni storici come Dubs abbiano notato che la tradizione della dottrina alchemica-mineralogica cinese riporti alla Scuola dei Naturalisti guidata dal filosofo Zou Yan (305 a.C.-240 a.C.). All'interno dell'ampia categoria di rocce e pietre (shi) e metalli e leghe (jin), dai tempi di Han i cinesi avevano centinaia (se non migliaia) di tipi di pietre e minerali listate, oltre che molte teorie sulla loro formazione.
Nel V secolo d.C., il Principe Qian Ping Wang della Dinastia Liu Song scrisse nell'enciclopedia Tai-ping Yu Lan (circa 444 d.C., dal libro perso Dian Shu, o Gestione di tutte le Tecniche):

Le cose più preziose del mondo sono conservate nella regione più interna di tutte. Per esempio, c'è orpimento. Dopo cento anni esso cambia in realgar. Dopo altri cento anni il realgar si trasforma in oro giallo.

Nell'antica Cina medievale, la mineralogia divenne fermamente legata a osservazioni empiriche in farmaceutica e medicina. Per esempio, il famoso orologiaio e ingegnere meccanico Su Song (1020-1101) della Dinastia Song (960-1279 d.C.) scrisse di mineralogia e farmacologia nella sua opera Ben Cao Tu Jing del 1070. Nel suo scritto, egli creò un approccio sistematico per listare vari minerali differenti e il loro uso nei miscugli medicinali, come ad esempio tutte le varie forme conosciute di mica che possono essere usate per curare vari problemi digestivi. Su Song fece anche considerazioni sulla frattura subconcoide del cinabro nativo, sui segni di letti di deposito minerale, e fornì descrizioni sulla forma dei minerali. In maniera simile ai filoni minerali formati dalla circolazione di acqua del suolo menzionata sopra a proposito dello scienziato tedesco Agricola, Su Song fece affermazioni concernenti il carbonato di rame, come aveva già fatto prima Ri Hua Ben Cao nel 970 d.C. con il solfato di rame.
Lo scienziato della Dinastia Yuan, Zhang Si-xiao (morto nel 1332) scrisse un innovativo trattato sulla concezione dei depositi di minerali a partire dalla circolazione delle acque nel suolo e nelle fessure delle rocce, due secoli prima che Georgius Agricola giungesse a simili conclusioni. Nella sua opera Suo-Nan Wen Ji, egli applicò questa teoria nel descrivere la deposizione di minerali per mezzo di evaporazione di (o per precipitazione da) acque del suolo in filoni di minerali.
In aggiunta alle teorie alchemiche già accennate, scrittori cinesi più tardi come il fisico della Dinastia Ming Li Shizhen (1518-1593) mise per iscritto alcune teorie di mineralogia simili a quelle metafisiche di Aristotele, come scrisse nel trattato di farmaceutica Běncǎo Gāngmù (本草綱目, Compendium of Materia Medica, 1596). Un'altra figura dell'era Ming, il famoso geografo Xu Xiake (1587-1641) scrisse a proposito di depositi mineralogici e micascisti in un suo trattato. Comunque, mentre la letteratura europea sulla mineralogia divenne ampia e varia, gli scrittori delle dinastie Ming e Qing scrissero poco sull'argomento (anche in confronto a ciò che era stato prodotto durante l'era Song). Gli unici altri lavori degli di nota composti in queste due ere sono lo Shi Pin (Gerarchia delle Pietre) di Yu Jun del 1617, e lo Guai Shi Lu (Rocce Strane) di Song Luo del 1665, e il Guan Shi Lu (Sull'osservazione delle Rocce) del 1668. Comunque, una figura degna di nota nella dinastia Song è Shen Kuo.

#### Le teorie di Shen Kuo

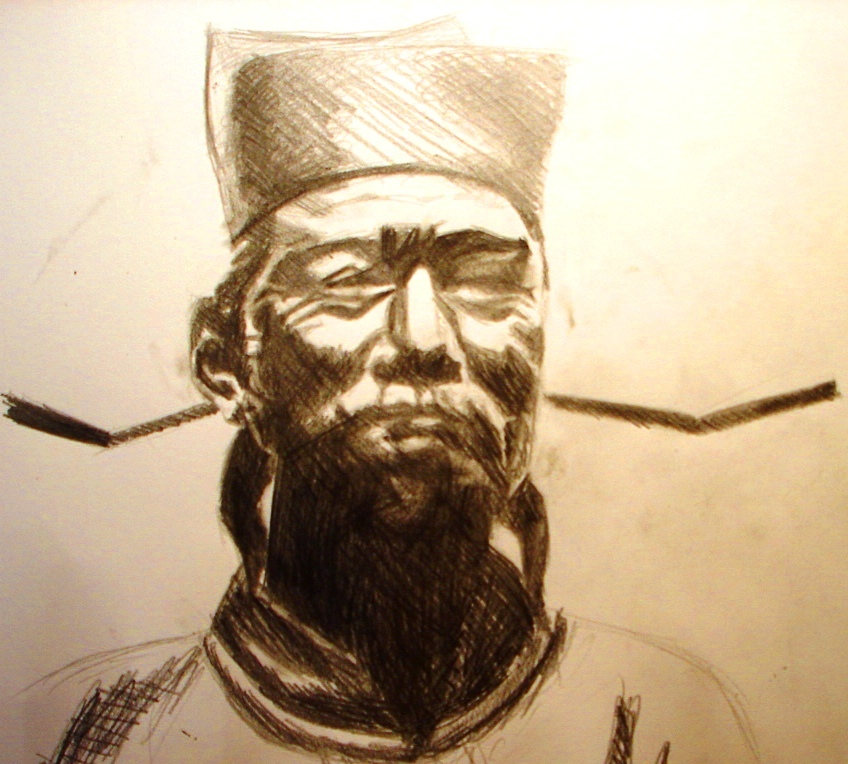
Shen Kuo (沈括) (1031-1095).

L'uomo di stato e scienziato della dinastia medievale cinese Song, Shen Kuo (1031-1095) scrisse una sua teoria sulla formazione delle terre, che includeva alcuni aspetti di mineralogia.
Nella sua opera Meng Xi Bi Tan (梦溪笔谈; in inglese Dream Pool Essays, 1088), Shen formulò delle ipotesi sui processi che presiedevano alla formazione delle terre (geomorfologia); tali teorie erano basate sulle osservazioni di conchiglie marine fossili in uno strato geologico delle Montagne Taihang, a centinaia di chilometri di distanza dall'Oceano Pacifico. Egli inferì che la terra si era formata per l'erosione delle montagne e per la deposizione di silt, e descrisse quindi l'erosione, la sedimentazione e il sollevamento. In un suo primo lavoro (circa 1080), egli scrisse di un curioso fossile di una creatura apparentemente marina trovata molto nell'entroterra. È anche interessante notare che il contemporaneo autore dell'opera Xi Chi Cong Yu attribuì l'idea di particolari luoghi sotto i mari in cui serpenti e granchi venivano pietrificati a un Wang Jinchen.
Con gli scritti di Shen Kuo sulla scoperta dei fossili, si accompagnò anche un'ipotesi sui mutamenti climatici con il passare del tempo. Le ragioni di tali supposizioni sono da ricercare nel ritrovamento di centinaia di bamboo petrificati in una zona a clima secco della Cina del nord, quando un'enorme valanga sul letto di un fiume li rivelò. Shen teorizzò che in tempi preistorici, il clima di Yanzhou doveva essere stato molto piovoso e umido come quello della Cina meridionale, dove i bamboo trovano un clima ideale per la crescita.
In maniera simile, lo storico Joseph Needham paragonò le teorie di Shen con quelle dello scienziato scozzese Roderick Murchison (1792-1871), che ebbe l'ispirazione per diventare geologo dopo aver osservato una provvidenziale valanga. Inoltre, la descrizione di Shen delle deposizioni sedimentarie è precedente rispetto a quella di James Hutton, che scrisse la sua innovativa opera (considerata la pietra miliare della geologia moderna) nel 1802. Anche l'influente filosofo Zhu Xi (1130-1200) scrisse su curiosi fenomeni naturali come i fossili, e aveva letto le opere di Shen Kuo.

## Mineralogia moderna

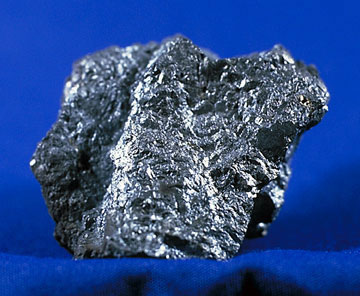
Calcocite, un minerale formato da solfuro di rame.

Storicamente, la mineralogia è sempre stata in stretta relazione con la tassonomia dei minerali che formano le rocce; a questo scopo, è nata l'Associazione Mineralogica Internazionale (IMA), un'organizzazione i cui membri rappresentano i mineralogisti nei propri Paesi. Le sue attività includono l'organizzazione dei nomi dei minerali (attraverso la Commissione per i Nuovi Minerali e per i Nomi dei Minerali), la localizzazione dei minerali conosciuti, ecc. Al 2004, ci sono oltre 4.000 specie di minerali riconosciute dall'IMA. Di queste, forse 150 possono essere chiamate "comuni," altre 50 sono "occasionali, " e il resto vanno da "rare" a "estremamente rare."
Più recentemente, guidata dai progressi nelle tecniche sperimentali (come la diffrazione neutronica) e la disponibilità di potere computazionale (quest'ultimo ha permesso l'elaborazione di simulazioni su scala atomica molto accurate del comportamento dei cristalli), la scienza ha cominciato a prendere in esame problemi più generali relativi alla chimica inorganica e alla fisica dello stato solido. Quest'ultima, comunque incentra il suo studio sulle strutture cristalline comunemente incontrate nei minerali che formano le rocce (come le perovskiti, i minerali argillosi e le strutture silicatiche). In particolare, in questo campo si sono fatti dei grandi passi avanti nella comprensione delle relazioni tra la struttura in scala atomica dei minerali e le loro funzioni; in natura, degli esempi prominenti potrebbero essere accurate misurazioni e previsioni delle proprietà elastiche dei minerali, che hanno portato a uno sguardo approfondito sul comportamento sismologico di rocce e discontinuità profonde nei sismogrammi del mantello terrestre. A questo scopo, nel loro concentrarsi sulla connessione tra fenomeni su scala atomica e proprietà macroscopiche, le scienze dei minerali (come sono ora comunemente conosciute) mostrano forse più sovrapposizione con la scienza dei materiali di qualsiasi altra disciplina.

### Mineralogia fisica
Nello studio, classificazione e riconoscimento dei minerali vengono considerate alcune loro proprietà fisiche e chimiche:
- Struttura cristallina e Abito cristallino l'aspetto determinato dalle forme cristalline.
- Concrescimenti, geminazioni (associazione non parallela di due o più minerali della stessa specie) e striature
- Lucentezza, colore del minerale, colore dello striscio su una superficie ruvida bianca e colorazione della perla al borace
- Sfaldatura e modalità di fratturazione
- Durezza, usualmente misurata empiricamente con la Scala di Mohs
- Peso specifico
- Magnetismo e paramagnetismo
- Radioattività
- Reazione all'HCl
- Fusibilità alla fiamma

### Mineralogia chimica
La chimica mineralogica studia la composizione chimica dei minerali allo scopo di identificarli, classificarli, e categorizzarli, anche come mezzo per studiare la maniera di trarre beneficio dalle loro proprietà. Ci sono pochi minerali classificati come elementi in sé, e tra questi ci sono zolfo, rame, argento e oro, in quanto la gran parte dei minerali è costituita da un composto chimico, di complessità variabile. Dal punto di vista della divisione dei minerali partendo dal chimismo, molti sono compresi nel gruppo isomorfo, e sono basati su analoga composizione chimica e simili forme dei cristalli. Un buon esempio di classificazione isomorfa potrebbe essere quello del gruppo della calcite, che contiene i minerali calcite, magnesite, siderite, rodocrosite e smithsonite.

### Biomineralogia
La biomineralogia è un campo di studi incrociati tra mineralogia, paleontologia, e biologia. Questa disciplina studia come piante e animali stabilizzano i minerali tramite controllo biologico, e la sequenza con cui questi minerali vengono sostituiti dopo la deposizione. La biomineralogia fa uso di tecniche ereditate dalla chimica mineralogica, specialmente per gli studi isotopici, per determinare come alcuni aspetti della mineralogia siano rapportabili con forme viventi come animali e piante così come l'originale contenuto in minerali dei fossili.

### Mineralogia ottica
La mineralogia ottica è una branca della mineralogia che utilizza le sorgenti luminose come mezzo per identificare e classificare i minerali. Tutti i minerali che non fanno parte del sistema cristallino cubico hanno doppia rifrazione, e quando la luce ordinaria li attraversa, il raggio luminoso viene diviso in due raggi piani polarizzati che viaggiano a velocità differenti e vengono rifratti ad angoli differenti. Le sostanze minerali che appartengono al sistema cubico possiedono solo un indice di rifrazione. Sostanze minerali esagonali e tetragonali hanno due indici, mentre quelle ortorombiche, monocline, e tricline hanno tre indici di rifrazione. Con aggregati di minerali opachi, l'identificazione è operata analizzando la luce riflessa da un apposito microscopio.

### Struttura cristallina
I raggi X vengono usati per determinare gli arrangiamenti atomici dei minerali e quindi per identificarne la classe. Gli arrangiamenti degli atomi definiscono le strutture cristalline dei minerali. Alcuni minerali dalla grana molto fine, come le argille, comunemente possono essere identificati velocemente proprio dalla loro struttura cristallina. La struttura di un minerale offre anche una maniera precisa per stabilirne l'isomorfismo. Con la conoscenza di arrangiamento e composizione atomica dei minerali, è anche possibile dedurre il perché un certo minerale abbia delle determinate caratteristiche fisiche, ed è possibile calcolare come queste proprietà cambino con la pressione e la temperatura.

### Ambienti di formazione
I minerali si possono formare in tre ambiti geologici diversi: l'ambito magmatico, sedimentario e metamorfico.
In ambiente magmatico i minerali si possono cristallizzare in profondità o in superficie, oppure all'interno di vene (pegmatiti) o deposizione pneumatolitica o idrotermale.
In ambiente sedimentario i minerali si formano per deposizione di molecole derivanti dalla combinazione di ioni disciolti nelle acque o per alterazione di preesistenti minerali. In ambiente metamorfico si formano per riorganizzazione dei minerali presenti a causa della pressione e della temperatura.
Tra gli altri possibili metodi di formazione sono inclusi:
- sublimazione da gas vulcanici;
- deposizione da soluzioni acquose e brine idrotermali;
- cristallizzazione da magma igneo o lava;
- ricristallizzazione per processi metamorfici e di metasomatismo
- cristallizzazione durante la diagenesi dei sedimenti;
- formazione per ossidazione e corrosione di rocce negli ambienti dell'atmosfera o all'interno del suolo.

### Usi
I minerali sono essenziali per molte attività umane, basti pensare ai minerali utilizzati per migliorare la salute e impiegati nel fitness (come le acque minerali o i composti vitaminici commercializzati), sono componenti essenziali di molti prodotti metallici usati in varie commodities e macchine, componenti essenziali di importanti materiali come calcare, marmo, granito, ghiaia, vetro, intonaco, cemento, plastiche, ecc. I minerali sono anche usati nei fertilizzanti per arricchire i suoli di crescita delle colture agricole.

### Mineralogia descrittiva
La mineralogia descrittiva somma tutti gli studi operati sulle sostanze minerali. Rappresenta il metodo scientifico e di studio per registrare l'identificazione, la classificazione, e la categorizzazione dei minerali, delle loro proprietà, e dei loro usi. Le classificazioni per la mineralogia descrittiva sono riportate nella sezione Classificazione geologica dei minerali.

### Mineralogia determinativa
La mineralogia determinativa è il processo scientifico attualmente utilizzato per identificare i minerali, arrivando a delle conclusioni giustificate dalla raccolta di numerosi dati. Quando nuovi minerali vengono scoperti, viene seguita una procedura standard di analisi scientifica, che include misurazioni che consentono di identificare la formula chimica del minerale, i suoi dati cristallografici, ottici, così come le sue caratteristiche fisiche generali.

## Classificazione cristallografica
In base alla classe di simmetria, esternamente osservabile come forma dell'abito cristallino, i minerali si possono suddividere in 3 gruppi, suddivisi a loro volta in 7 sistemi e 32 classi.

### Gruppo trimetrico
Sistema triclino
1 Pediale (asimmetrico)
2 Pinacoidale
Sistema monoclino
3 Domatica
4 Sfenoidale
5 Prismatica
Sistema rombico
6 Bisfenoidale rombica
7 Piramidale rombica
8 Bipiramidale

### Gruppo dimetrico
Sistema tetragonale
9 Bisfenoidale tetragonale
10 Piramidale tetragonale
11 Scalenoedrica tetragonale
12 Trapezoedrica tetragonale
13 Piramidale ditetragonale
14 Bipiramidale ditetragonale
15 Bipiramidale tetragonale
Sistema esagonale
16 Piramidale esagonale
17 Trapezoedrica esagonale
18 Piramidale diesagonale
19 Bipiramidale esagonale
20 Bipiramidale diesagonale
Sistema trigonale
21 Bipiramidale trigonale
22 Bipiramidale ditrigonale
23 Piramidale trigonale
24 Romboedrica
25 Trapezoedrica trigonale
26 Piramidale ditrigonale
27 Scalenoedrica ditrigonale

### Gruppo monometrico
Sistema cubico
28 Pentagono dodecaedrica tetraedrica
29 Icositetraedrico pentagonale
30 Esacistetraedrica
31 Diacisdodecaedrica
32 Esacisottaedrica

## Classificazione geologica dei minerali
I minerali vengono suddivisi in base alla loro composizione chimica e alla loro struttura. Si dividono quindi in 9 classi:
- Classe I: Elementi nativi
- Classe II: Solfuri (e solfosali)
- Classe III: Alogenuri (o aloidi)
- Classe IV: Ossidi e idrossidi
- Classe V: Borati
- Classe VI: Nitrati e carbonati
- Classe VII: Solfati, cromati, molibdati e wolframati
- Classe VIII: Fosfati, arseniati e vanadati
- Classe IX: Silicati.

### Elementi nativi
Si chiamano così i minerali formati da un solo elemento. Gli elementi nativi presenti in natura sono 20, suddivisi in 3 categorie:
1. metalli
2. metalloidi
3. non-metalli

I metalli hanno una struttura a impacchettamento compatto degli atomi. I metalloidi tendono a legare ogni atomo con tre degli atomi vicini, formando così strutture a strati. I non metalli non hanno invece una struttura comune. Esempi di elementi nativi sono: diamante, grafite, zolfo, ferro, oro, argento, bismuto, mercurio, rame, platino, ecc.

### Solfuri e solfosali
I solfuri sono una classe di minerali molto importante, che comprende la maggior parte dei minerali metallici. Assieme ai solfuri vengono classificati anche i solfoarseniuri, gli arseniuri e i tellururi.
Si presentano opachi, con colore e striscio caratteristici. Possiamo suddividere i solfuri in piccoli gruppi, con strutture simili tra di loro, ma è difficile fare delle generalizzazioni. Esempi di solfuri sono: pirite, marcasite, calcopirite, bornite, galena, blenda, antimonite, cinabro, mentre per gli arseniuri sono: realgar, orpimento.
Con solfosali si intende una categoria di minerali di zolfo non ossidati e diversi strutturalmente dai solfuri. I solfosali possono essere considerati dei solfuri doppi in cui alcuni metalloidi (As, Sb e Bi) sostituiscono i metalli. Esempi di solfosali sono l'enargite e la pirargirite.

### Alogenuri
Il gruppo degli alogenuri si distingue per la predominanza di ioni alogeni elettronegativi Cl, Br, F e I. Quando si combinano con cationi debolmente polari si comportano come corpi quasi perfettamente sferici il cui impacchettamento porta ad avere alti gradi di simmetria nell'abito cristallino. Esempi di alogenuri sono: salgemma, fluorite, silvite, carnallite, ecc.

### Ossidi e idrossidi
Con ossidi si intende un gruppo di minerali relativamente densi, duri e refrattari che sono generalmente presenti come fasi accessorie in rocce metamorfiche e ignee e come granuli resistenti all'alterazione nei depositi sedimentari. Gli idrossidi al contrario tendono ad avere densità e durezze inferiori e generalmente si trovano come prodotti secondari o di alterazione.
Esempi di ossidi sono: ematite, corindone, rutilo, cassiterite, spinello, magnetite. Esempi di idrossidi sono: brucite, diasporo, goethite.

### Borati
All'interno del gruppo dei borati le unità (BO3) possono polimerizzare in catene, gruppi e strati. Esempi di borati sono: colemanite, borace.

### Nitrati e carbonati
I nitrati sono strutturalmente simili ai carbonati, in quanto il gruppo (NO3)- è molto simile al gruppo (CO3)2-. A causa della maggior forza di legame tra N e O, rispetto al legame C e O, i nitrati resistono maggiormente agli acidi. Esempi di nitrati sono: salnitro, nitratina.
I carbonati sono accomunati dal complesso anionico (CO3)2-. I carbonati anidri si dividono in tre gruppi strutturalmente diversi: il gruppo della calcite, il gruppo dell'aragonite, e il gruppo della dolomite. Oltre a questi gruppi esistono anche dei carbonati monoclini, con la presenza del gruppo (OH). Alcuni esempi di carbonati sono: calcite, aragonite, dolomite, magnesite, siderite, rodocrosite, smithsonite, cerussite, malachite, azzurrite.

### Solfati, cromati, molibdati e wolframati
L'unità fondamentale dei solfati è il gruppo (SO4)2-.
Esempi di solfati sono: baritina, celestina, anglesite, anidrite, gesso.

### Fosfati, arseniati e vanadati
I fosfati contengono il gruppo anionico (PO4)3-.
Esempi di fosfati sono: apatite, piromorfite.
- Negli arseniati un elemento metallico si combina con i radicali arseniati (AsO4)3- (es. adamite, eritrite, olivenite, ecc...)
- Nei vanadati al metallo si aggiunge il radicale (VO4)3- (es.vanadinite, carnotite, volborthite, ecc...)

### Silicati
I silicati sono i minerali più importanti, in quanto costituiscono la maggior parte della crosta terrestre. Sono contraddistinti dalla presenza del gruppo (SiO4). Si dividono in:
1. nesosilicati con gruppi di (SiO4)4-
2. sorosilicati con gruppi di (Si2O7)6-
3. ciclosilicati con gruppi di (Si6O18)12-
4. inosilicati singoli con gruppi di (Si2O6)4-
5. inosilicati doppi con gruppi (Si4O11)6-
6. fillosilicati con gruppi (Si2O5)2-
7. tettosilicati con gruppi (SiO2)

Esempi di silicati sono: olivina, emimorfite, berillo, pirosseno, anfibolo, mica.